# Udrión
Udrión es una parroquia y una población del municipio de Oviedo, Asturias (España), situada a 8 km de la capital asturiana. Forma parte del territorio que en un sentido extenso se conoce como Trubia (parroquias de Trubia, Pintoria y Udrión, y barrio de Sotu (Godos)). Como el resto de este territorio, perteneció históricamente al concejo de Grado, del que se segregó en 1885 para pasar a integrarse en el de Oviedo.
Tiene una población de 151 habitantes (INE 2005) e incluye (entre otras) las siguientes entidades toponímicas: La Canal, La Moral, El Monte Lloi, La Cuesta Udrión, Las Tres Vías, Molina, Udrión de Baxu, Gubín, La Viesca, etc.

## Puntos de interés
De interés particular es la Plaza de la Iglesia, que sirve de conocido punto de encuentro para los habitantes de Udrión y poblaciones adyacentes, y que se caracteriza por la iglesia de grandes dimensiones que preside las vistas de la zona, y por una casona tradicional de principios de siglo, conocida como Udrión Setenta y situada enfrente de la iglesia. Ambas construcciones le brindan a la plaza el peculiar y apacible carácter que atrae tanto a los habitantes de la comarca como a visitantes en busca de la esencia de la Asturias rural.

## Demografía
| Año       | 2000 | 2001 | 2002 | 2003 | 2004 | 2005 |
| Población | 161  | 151  | 151  | 150  | 157  | 151  |